# Matthew Romios
Matthew Christopher Romios (Melbourne, 29 marzo 1999) è un tennista australiano.
Specialista del doppio, ha vinto diversi tornei nell'ATP Challenger Tour e ha raggiunto il 69º posto del ranking ATP nel giugno 2025. Nelle prove del Grande Slam ha raggiunto il secondo turno agli Australian Open 2025. In singolare non è andato oltre la 563ª posizione e dal 2024 gioca esclusivamente in doppio.

## Carriera
Dopo la prima isolata apparizione in un torneo dell'ITF Men's Circuit nel 2015, si ripresenta nel 2017 e nella seconda parte della stagione inizia a giocare con continuità. All'inizio del 2018 fa il suo esordio nel tabellone principale di un torneo dell'ATP Challenger Tour. Nel corso della stagione disputa le prime due finali ITF in doppio e le vince entrambe. Nel febbraio 2019 perde l'unica finale disputata in carriera in singolare, in un torneo ITF M25. Quell'anno vince un altro torneo ITF in doppio e l'anno successivo esordisce nel circuito ATP in singolare con una sconfitta, Nel 2021 vince due delle cinque finali ITF giocate. Nella stagione successiva perde il match di esordio in doppio nel circuito maggiore e vince due tornei ITF.
Vince altri due tornei ITF nella prima parte del 2023 e a giugno disputa gli ultimi tornei ITF in carriera. A luglio si aggiudica agli Internazionali Città di Trieste il primo titolo Challenger, gioca in coppia con il connazionale Jason Taylor e superano in finale Marco Bortolotti / Andrea Pellegrino in tre set. Nel prosieguo della stagione disputa altre tre finali Challenger e vince quella all'International Challenger Zhangjiagang; ad agosto fa il suo ingresso nella top 200 e a novembre sale alla 128ª posizione. Nel 2024 vince cinque titoli Challenger tra cui il primo in un torneo Challenger 125 alla Emilia-Romagna Tennis Cup di Sassuolo in coppia con Marco Bortolotti. A luglio si conferma campione agli Internazionali Città di Trieste, entra nella top 100 e a settembre porta il miglior ranking alla 90ª posizione.
Dopo aver collezionato sette sconfitte su altrettanti incontri disputati in doppio nel circuito maggiore, nel gennaio 2025 vince il primo match all'Adelaide International ed esce al secondo turno. Anche ai successivi Australian Open, al suo esordio in una prova del Grande Slam, supera il primo turno ed esce al secondo, questa volta in coppia con Marc Polmans; subito dopo vince il Challenger del Queensland International. Ad aprile disputa a Houston in coppia con Adam Walton la prima semifinale ATP e cedono in due set a Fernando Romboli / John-Patrick Smith. Gioca poi in coppia con Rai Ho quattro finali Challenger consecutive e vincono quelle al Gwangju Open e al Guangzhou International. Sconfitto al primo turno nel suo esordio al Roland Garros, vince i successivi Challenger di Sassuolo e Milano in coppia con Ryan Seggerman e porta il miglior ranking alla 69ª posizione mondiale.

## Statistiche

### Tornei Challenger

#### Doppio

##### Vittorie (12)
| N.  | Data           | Torneo                                              | Superficie  | Compagno           | Avversari in finale                      | Punteggio           |
| 1.  | Luglio 2021    | Internazionali Città di Trieste, Trieste            | Terra rossa | Jason Taylor       | Marco Bortolotti Andrea Pellegrino       | 4-6, 7-5, [10-6]    |
| 2.  | Agosto 2023    | International Challenger Zhangjiagang, Zhangjiagang | Cemento     | Ray Ho             | Francis Alcantara Sun Fajing             | 6-3, 6-4            |
| 3.  | Marzo 2024     | Delhi Open, Nuova Delhi                             | Cemento     | Piotr Matuszewski  | Jakob Schnaitter Mark Wallner            | 6-4, 6-4            |
| 4.  | Giugno 2024    | Emilia-Romagna Tennis Cup, Sassuolo                 | Terra rossa | Marco Bortolotti   | Ryan Seggerman Patrik Trhac              | 7-6(7), 2-6, [11-9] |
| 5.  | Luglio 2024    | Internazionali Città di Trieste, Trieste            | Terra rossa | Marco Bortolotti   | Daniel Dutra da Silva Courtney John Lock | 6-2, 7-6(6)         |
| 6.  | Agosto 2024    | Internazionali del Friuli Venezia Giulia, Cordenons | Terra rossa | Marco Bortolotti   | Jiří Barnat Andrew Paulson               | w/o                 |
| 7   | Settembre 2024 | Shanghai Challenger, Shanghai                       | Cemento     | Cristian Rodríguez | Rithvik Choudary Bollipalli Arjun Kadhe  | 7-6(4), 1-6, [10-7] |
| 8.  | Febbraio 2025  | Queensland International, Brisbane                  | Cemento     | Colin Sinclair     | Joshua Charlton Patrick Harper           | 7-6(7-2), 7-5       |
| 9.  | Aprile 2025    | Gwangju Open, Gwangju                               | Cemento     | Ray Ho             | Vasil Kirkov Bart Stevens                | 6-3, 7-6(6)         |
| 10. | Aprile 2025    | Guangzhou International, Canton                     | Cemento     | Ray Ho             | Vasil Kirkov Bart Stevens                | 6-3, 6-4            |
| 11. | Giugno 2025    | Emilia-Romagna Tennis Cup, Sassuolo                 | Terra rossa | Ryan Seggerman     | Alexander Erler Constantin Frantzen      | 7-6(4), 3-6, [10-7] |
| 12. | Giugno 2025    | Milano ATP Challenger, Milano                       | Terra rossa | Ryan Seggerman     | George Goldhoff Ray Ho                   | 3-6, 7-5, [10-8]    |